# Cartignies
Cartignies é uma comuna francesa na região administrativa de Altos da França, no departamento do Norte. Estende-se por uma área de 26.41 km². Em 2010 a comuna tinha 1 255 habitantes (densidade: 47,5 hab./km²).